# Szász-Mihálykó Attila
Szász-Mihálykó Attila (Csíkkozmás, 1950. szeptember 26. – Székelyudvarhely, 2000. szeptember 28.) erdélyi magyar pedagógus, műfordító, kulturális szakirányító.

## Életútja, munkássága
Sepsiszentgyörgyön érettségizett 1969-ben, a BBTE-n diplomázott 1974-ben. 1976–77-ben Bardocon, majd Székelyudvarhelyen a Pedagógiai Líceumban tanított és a Székelyudvarhelyi Művelődési Ház szakirányítója volt, s ezen belül a Székelyudvarhelyi Népszínház vezetője; 1978–88 között a Tamási Áron Gimnázium tanára, közben fordítóként is dolgozott.
Tudósításokat, riportokat készített az Udvarhelyi Híradónak, 1973–74-ben műfordításokat közölt németből az Igaz Szóban és az Utunkban. Alapító tagja volt a kolozsvári magyar diákrádiónak (1972), alapításától tagja és szakmai vezetője az udvarhelyi Népszínháznak (1978–88), amely az ő fordításában mutatta be Ion Băieşu Végzetes ellenőrzés című darabját.
Szász-Mihálykó Mária Az én Népszínházam című könyvében így emlékezik róla:
Szász-Mihálykó Attila tíz éven át volt a Népszínház lelke. Bár Sepsiszentgyörgyön született – és az udvarhelyi lokálpatriotizmus nehezen fogadta be mindig az idegeneket – ő el tudta magát fogadtatni. Jó rálátással irányította a színház belső ügyeit és külső kapcsolatait. Kapcsolatban állt a kor minden jelentős médiájával, a színházakkal – bár ez ebben a korban elfogadhatatlan volt – magyarországi kapcsolatokat is fenntartott.(…) Békés természetű lévén inkább kitért a konfrontációk elől. (…) A hatalomnak útjában volt, s az emberek nem vették észre, hogy meg kellene védeniük. 1989-ben összeroppant és el kellett hagynia a Népszínházat, melyet forrón szeretett, s melyről korábban azt nyilatkozta: „Enélkül talán nem is tudnánk élni.”

## Rendezései
- Kocsis István: Árva Bethlen Kata – monodráma – (1978)
- Viorel Cacoveanu: A tanúk is vádlottak – riportdráma – (1978)
- John Kani – Winston Nchona – Athol Fugard: Sizwe Bansi halott (1979)
- Rövidzárlat a lavórban – kabaré – (1979)
- Herce–hurca – kabaré – (1980)
- Próbálj meg lazítani – kabaré – (1980)
- Marton Lili: Hol volt, hol nem volt… (1981)
- Egyrészt–másrészt – kabaré – (1982)
- Bogdán Kálmán: Az élet iskolája – kabaré – (1983)
- Bumeráng – kabaré – (1986)
- Lesállás – kabaré – (1987)
- Salamon András: A levegő lovagjai – ősbemutató – (1987)
- 7–köznapok – kabaré – (1988)